# Rudný potok (přítok Rolavy)
Rudný potok (často uváděn jako Rudenský potok) je horský tok v Krušných horách v okrese Karlovy Vary v Karlovarském kraji, pravostranný přítok Rolavy. Část toku od Rudného až k soutoku protéká potok okrajem přírodního parku Jelení vrch.
Délka toku měří 4,5 km, plocha povodí činí 8,49 km².

## Průběh toku
Potok pramení v Krušných horách v nadmořské výšce 900 metrů na severozápadním svahu Rudenského špičáku (926 m).
Od pramene teče potok nejprve zalesněnou krajinou, poté loukami a pastvinami k vesnici Rudné, části obce Vysoká Pec. Při okraji přírodního parku Jelení vrch protéká vesnicí Rudné a horským údolím pokračuje podél silnice do Vysoké Pece. Jihovýchodním směřuje k silnici z Nejdku do Nových Hamrů. Silnici podtéká a přibližně 250 m severozápadně od vlakové zastávky Vysoká Pec na železniční trati č. 142 se zprava vlévá do Rolavy.

## Hospodářské využití
Území podél Rudného (Rudenského) potoka patřilo v minulosti k významným krušnohorským hornickým oblastem. V okolí Rudného se rýžovala cínová ruda nejspíše už v polovině 14. století a řadí se tak k nejstarším a zároveň k nejrozsáhlejším rýžovnickým místům na Nejdecku. K rýžování se využívala voda Rudného potoka, o čemž svědčí okolní rozsáhlé rýžovnické kopečky (sejpy). Rovněž povrchová a hlubinná těžba rudy a její rozplavování a drcení se neobešlo bez vody. S nedostatečným průtokem vody v Rudném potoce se vypořádali horníci tak, že do Rudného potoka přivedli vodu z říčky Rolavy. Vybudovali 11 km dlouhý umělý vodní příkop tzv. rudenský vodní příkop, vedený důmyslně po svazích okolních kopců téměř po vrstevnici. V literatuře chybí údaje o stáří vodního díla, předpokládá se, že bylo vybudováno v polovině 16. století. Voda odkloněná v nadmořské výšce přibližně 835–840 m z říčky Rolavy u zaniklé obce Chaloupky umožnila značné rozvinutí rýžovnických a úpravárenských prací, zejména v Rudném. Při nižším průtoku byla do vodního příkopu, potažmo Rudného potoka, odváděna veškerá voda Rolavy. V revírní mapě Českého geologického úřadu z roku asi 1830 není část toku Rolavy od Chaloupek směrem k soutoku s potokem Černá voda vůbec zakreslena a Rolava zde pramení znovu.
Rovněž ve Vysoké Peci se využívala voda Rudného potoka při těžbě a zpracování železných rud ze zdejšího skarnového ložiska. Zajímavostí je, že sníženina, poddolované území bývalého dolu Jeroným (Hieronymus Zeche), ležící v těsné blízkosti Rudného potoka a kde stojí vybudované westernové městečko, nebyla nikdy v minulosti zaplavena vodou Rudného potoka, přestože leží pod úrovní potoka.
Voda z Rudného potoka, včetně výronů vod z okolních propadlých ústí štol, byla dříve využívána jako zdroj vody v přilehlých domech. Zvýšené obsahy As, Be, Mn, Al, Rn, Fe vedly k tomu, že se pro potřeby obyvatel přivádí kvalitnější voda z pramenišť v nadmořské výšce přes 800 m.